# Luzern Lions
I Luzern Lions sono una squadra svizzera di football americano di Lucerna, fondata il 6 settembre 2007. Entro il primo decennio della loro esistenza sono riusciti a conquistare la promozione in Lega Nazionale A.

## Dettaglio stagioni

### Tackle football

#### Tornei nazionali

##### Campionato

###### Lega Nazionale A
| Stagione | regular season | regular season | regular season | regular season | regular season | regular season | playoff | playoff | playoff | playoff | playoff | playoff      | playoff             |
|          | Vin            | Par            | Per            | Tot            | PF             | PS             | Vin     | Per     | Tot     | PF      | PS      | risultato    | avversaria          |
| -------- | -------------- | -------------- | -------------- | -------------- | -------------- | -------------- | ------- | ------- | ------- | ------- | ------- | ------------ | ------------------- |
| 2015     | 2              | 0              | 8              | 10             | 188            | 296            | 0       | 1       | 1       | 20      | 24      | Relegati     | Lausanne LUCAF Owls |
| 2018     | 0              | 0              | 9              | 9              | 149            | 415            | 1       | 0       | 1       | 17      | 15      | Non relegati | Zürich Renegades    |
| 2019     | 0              | 0              | 10             | 10             | 146            | 438            | 0       | 1       | 1       | 27      | 38      | Relegati     | Zürich Renegades    |
| Totale   | 2              | 0              | 27             | 29             | 483            | 1149           | 1       | 2       | 3       | 64      | 77      |              |                     |

Fonti: Enciclopedia del Football - A cura di Roberto Mezzetti; Sito storico SAFV

###### Lega B
| Stagione | regular season | regular season | regular season | regular season | regular season | regular season | playoff | playoff | playoff | playoff | playoff | playoff    | playoff             |
|          | Vin            | Par            | Per            | Tot            | PF             | PS             | Vin     | Per     | Tot     | PF      | PS      | risultato  | avversaria          |
| -------- | -------------- | -------------- | -------------- | -------------- | -------------- | -------------- | ------- | ------- | ------- | ------- | ------- | ---------- | ------------------- |
| 2008     | 0              | 0              | 8              | 8              | 44             | 269            | -       | -       | -       | -       | -       | -          | -                   |
| 2009     | 1              | 0              | 7              | 8              | 140            | 334            | -       | -       | -       | -       | -       | -          | -                   |
| 2011     | 6              | 0              | 4              | 10             | 316            | 247            | -       | -       | -       | -       | -       | -          | -                   |
| 2012     | 6              | 0              | 4              | 10             | 232            | 176            | -       | -       | -       | -       | -       | -          | -                   |
| 2013     | 2              | 0              | 6              | 8              | 151            | 135            | -       | -       | -       | -       | -       | -          | -                   |
| 2014     | 9              | 0              | 1              | 10             | 400            | 145            | 1       | 0       | 1       | 28      | 23      | Promossi   | Lausanne LUCAF Owls |
| 2016     | 8              | 0              | 2              | 10             | 396            | 177            | 0       | 1       | 1       | 12      | 21      | Finale     | Geneva Seahawks     |
| 2017     | 6              | 1              | 1              | 8              | 283            | 204            | 2       | 0       | 2       | 111     | 52      | Promossi   | Lausanne LUCAF Owls |
| 2021     | 3              | 1              | 2              | 6              | 79             | 62             | 1       | 1       | 2       | 41      | 58      | Semifinale | Thun Tigers         |
| 2022     | 8              | 0              | 2              | 10             | 246            | 54             | 0       | 1       | 1       | 6       | 10      | Finale     | Sankt Gallen Bears  |
| 2023     | 7              | 0              | 3              | 10             | 268            | 158            | 0       | 1       | 1       | 7       | 24      | Semifinale | Sankt Gallen Bears  |
| Totale   | 56             | 2              | 40             | 98             | 2555           | 1961           | 4       | 4       | 8       | 205     | 188     |            |                     |

Fonte: Sito storico SAFV

##### Herbst Cup
| Stagione | regular season | regular season | regular season | regular season | regular season | regular season | playoff | playoff | playoff | playoff | playoff | playoff   | playoff    |
|          | Vin            | Par            | Per            | Tot            | PF             | PS             | Vin     | Per     | Tot     | PF      | PS      | risultato | avversaria |
| -------- | -------------- | -------------- | -------------- | -------------- | -------------- | -------------- | ------- | ------- | ------- | ------- | ------- | --------- | ---------- |
| 2020     | 0              | 0              | 6              | 6              | 48             | 178            | -       | -       | -       | -       | -       | -         | -          |
| Totale   | 0              | 0              | 6              | 6              | 48             | 178            | -       | -       | -       | -       | -       |           |            |

Fonti: Enciclopedia del Football - A cura di Roberto Mezzetti; Sito storico SAFV

##### Campionati giovanili

###### Under-19/Juniorenliga
| Stagione | regular season | regular season | regular season | regular season | regular season | regular season | playoff | playoff | playoff | playoff | playoff | playoff   | playoff    |
|          | Vin            | Par            | Per            | Tot            | PF             | PS             | Vin     | Per     | Tot     | PF      | PS      | risultato | avversaria |
| -------- | -------------- | -------------- | -------------- | -------------- | -------------- | -------------- | ------- | ------- | ------- | ------- | ------- | --------- | ---------- |
| 2008     | 2              | 0              | 7              | 9              | 148            | 273            | -       | -       | -       | -       | -       | -         | -          |
| 2011     | 0              | 0              | 9              | 9              | 38             | 231            | -       | -       | -       | -       | -       | -         | -          |
| 2012     | 5              | 0              | 4              | 9              | 191            | 158            | -       | -       | -       | -       | -       | -         | -          |
| 2015     | 1              | 0              | 9              | 10             | 30             | 352            | -       | -       | -       | -       | -       | -         | -          |
| Totale   | 8              | 0              | 29             | 37             | 407            | 1014           | -       | -       | -       | -       | -       |           |            |

Fonte: Sito storico SAFV

###### Under-19 B
| Stagione | regular season | regular season | regular season | regular season | regular season | regular season | playoff | playoff | playoff | playoff | playoff | playoff   | playoff     |
|          | Vin            | Par            | Per            | Tot            | PF             | PS             | Vin     | Per     | Tot     | PF      | PS      | risultato | avversaria  |
| -------- | -------------- | -------------- | -------------- | -------------- | -------------- | -------------- | ------- | ------- | ------- | ------- | ------- | --------- | ----------- |
| 2013     | 6              | 0              | 2              | 8              | 286            | 103            | 2       | 0       | 2       | 40      | 24      | Campioni  | Thun Tigers |
| 2014     | 5              | 0              | 3              | 8              | 177            | 111            | 1       | 1       | 2       | 37      | 40      | Finale    | Thun Tigers |
| 2016     | 8              | 0              | 0              | 8              | 321            | 13             | 2       | 0       | 2       | 77      | 10      | Campioni  | Thun Tigers |
| Totale   | 19             | 0              | 5              | 24             | 784            | 227            | 5       | 1       | 6       | 154     | 74      |           |             |

Fonte: Sito storico SAFV

###### Under-16
| Stagione | regular season | regular season | regular season | regular season | regular season | regular season | playoff | playoff | playoff | playoff | playoff | playoff     | playoff                 |
|          | Vin            | Par            | Per            | Tot            | PF             | PS             | Vin     | Per     | Tot     | PF      | PS      | risultato   | avversaria              |
| -------- | -------------- | -------------- | -------------- | -------------- | -------------- | -------------- | ------- | ------- | ------- | ------- | ------- | ----------- | ----------------------- |
| 2013     | 3              | 2              | 1              | 6              | 96             | 95             | 1       | 0       | 1       | 24      | 6       | Terzo posto | Zürich Renegades        |
| 2014     | 3              | 0              | 3              | 6              | 135            | 143            | -       | -       | -       | -       | -       | -           | -                       |
| 2015     | 5              | 0              | 1              | 6              | 273            | 79             | 1       | 0       | 1       | 52      | 32      | Campioni    | Gladiators Beider Basel |
| 2016     | 4              | 0              | 1              | 5              | 178            | 121            | 1       | 1       | 2       | 48      | 27      | Terzo posto | Gladiators Beider Basel |
| Totale   | 15             | 2              | 6              | 23             | 682            | 438            | 3       | 1       | 4       | 124     | 65      |             |                         |

Fonte: Sito storico SAFV

#### Tornei locali

##### NSFL

###### NSFL Tackle Élite
| Stagione | regular season | regular season | regular season | regular season | regular season | regular season | playoff | playoff | playoff | playoff | playoff | playoff      | playoff        |
|          | Vin            | Par            | Per            | Tot            | PF             | PS             | Vin     | Per     | Tot     | PF      | PS      | risultato    | avversaria     |
| -------- | -------------- | -------------- | -------------- | -------------- | -------------- | -------------- | ------- | ------- | ------- | ------- | ------- | ------------ | -------------- |
| 2017     | 0              | 0              | 7              | 7              | 38             | 273            | -       | -       | -       | -       | -       | -            | -              |
| 2018     | 3              | 0              | 5              | 8              | 44             | 132            | 0       | 2       | 2       | 14      | 59      | Quarto posto | Yverdon Ducs   |
| 2019     | 1              | 0              | 1              | 2              | 27             | 13             | -       | -       | -       | -       | -       | Campioni     | Morges Bandits |
| Totale   | 4              | 0              | 13             | 17             | 109            | 418            | 0       | 2       | 2       | 14      | 59      |              |                |

Fonte: Sito storico SAFV

### Riepilogo fasi finali disputate
| Anno             | Luogo                 | Evento            | Fase del torneo       | Incontro                           | Risultato |
| 6 luglio 2014    | Lucerna               | Lega B            | Spareggio promozione  | Luzern Lions - Lausanne LUCAF Owls | 28 - 23   |
| 4 luglio 2015    | Chavannes-près-Renens | Lega Nazionale A  | Spareggio relegazione | Lausanne LUCAF Owls - Luzern Lions | 24 - 20   |
| 26 giugno 2016   | Ginevra               | Lega B            | Finale                | Geneva Seahawks - Luzern Lions     | 21 - 12   |
| 1º luglio 2017   | Lucerna               | Lega B            | Spareggio promozione  | Luzern Lions - Lausanne LUCAF Owls | 68 - 40   |
| 30 giugno 2018   |                       | Lega Nazionale A  | Spareggio relegazione | Zürich Renegades - Luzern Lions    | 15 - 17   |
| 11 novembre 2018 | Montreux              | NSFL Tackle Élite | Finale 3º - 4º posto  | Luzern Lions - Yverdon Ducs        | 8 - 20    |
| 6 luglio 2019    |                       | Lega Nazionale A  | Spareggio relegazione | Zürich Renegades - Luzern Lions    | 38 - 27   |
| 23 ottobre 2021  |                       | Lega B            | Finale                | Thun Tigers - Luzern Lions         | 20 - 14   |
| 10 luglio 2022   | San Gallo             | Lega B            | Finale                | Sankt Gallen Bears - Luzern Lions  | 10 - 6    |
| 1º luglio 2023   |                       | Lega B            | Semifinale            | Sankt Gallen Bears - Luzern Lions  | 28 - 7    |

## Palmarès
- 2 Lega B (2014, 2017)
- 1 NSFL Bowl (2019)
- 1 Junior Bowl B (2013)
- 1 Finale Under-16 (2015)